# Ефремов, Михаил Олегович
Михаи́л Оле́гович Ефре́мов (род. 10 ноября 1963, Москва, СССР) — советский и российский актёр театра, кино, телевидения, озвучивания и дубляжа, сценарист, театральный режиссёр и телеведущий; заслуженный артист Российской Федерации (1995), лауреат Государственной премии Российской Федерации (2001), двух кинопремий «Ника» (2002, 2016) и премии «ТЭФИ» (2017).
В 2020 году в состоянии алкогольного опьянения стал виновником ДТП со смертельным исходом и был приговорён к 8 годам лишения свободы, который позже сократили до 7 лет и 6 месяцев в связи с выплатой компенсации морального вреда, после чего он сообщил о завершении актёрской деятельности, однако 24 марта 2025 года Алексеевский районный суд Белгородской области принял решение об условно-досрочном освобождении актёра.

## Биография

### Происхождение
Родился 10 ноября 1963 года в Москве в театральной семье — актёра Олега Ефремова (1927—2000) и актрисы театра «Современник» Аллы Покровской (1937—2019). Дедушка Михаила Ефремова — оперный режиссёр Борис Покровский (1912—2009), прапрадед по материнской линии — создатель нового чувашского алфавита Иван Яковлев (1848—1930).
Сам Михаил, вспоминая детство, отмечал: «Больше всех меня воспитывал мой дедушка Николай Иванович Ефремов. Это самый хитрый человек в нашей семье, потому что в 1934 году, когда он понял, что скоро начнут всех сажать, завербовался на Север и работал в лагерях бухгалтером. Тем самым он уберёг семью от репрессий».
Впервые вышел на сцену МХАТа и сыграл небольшую роль ещё мальчиком — в спектакле «Уходя, оглянись!». В кино стал сниматься тоже будучи школьником: в 1976 году состоялся его кинодебют в картине «Дни хирурга Мишкина», а два года спустя участие в фильме «Когда я стану великаном» сделало его одним из самых популярных юных актёров страны.
В 1982—1984 годах служил в рядах Советской армии, службу проходил в войсках ВВС, в/ч 74326 (Школа младших авиационных специалистов, Вышний Волочёк), первый взвод второй роты.

### Актёрская деятельность
В 1987 году окончил Школу-студию МХАТ и возглавил Театр-студию «Современник-2», где играли Сергей Шеховцов, Андрей Зайков, Елена Гольянова, Никита Высоцкий, Мария Евстигнеева, Вячеслав Невинный-младший, Михаил Горевой, Елена Яралова. Студия «Современник-2» распалась в 1990 году.
В 1991—1996 годах — актёр МХТ имени А. П. Чехова.

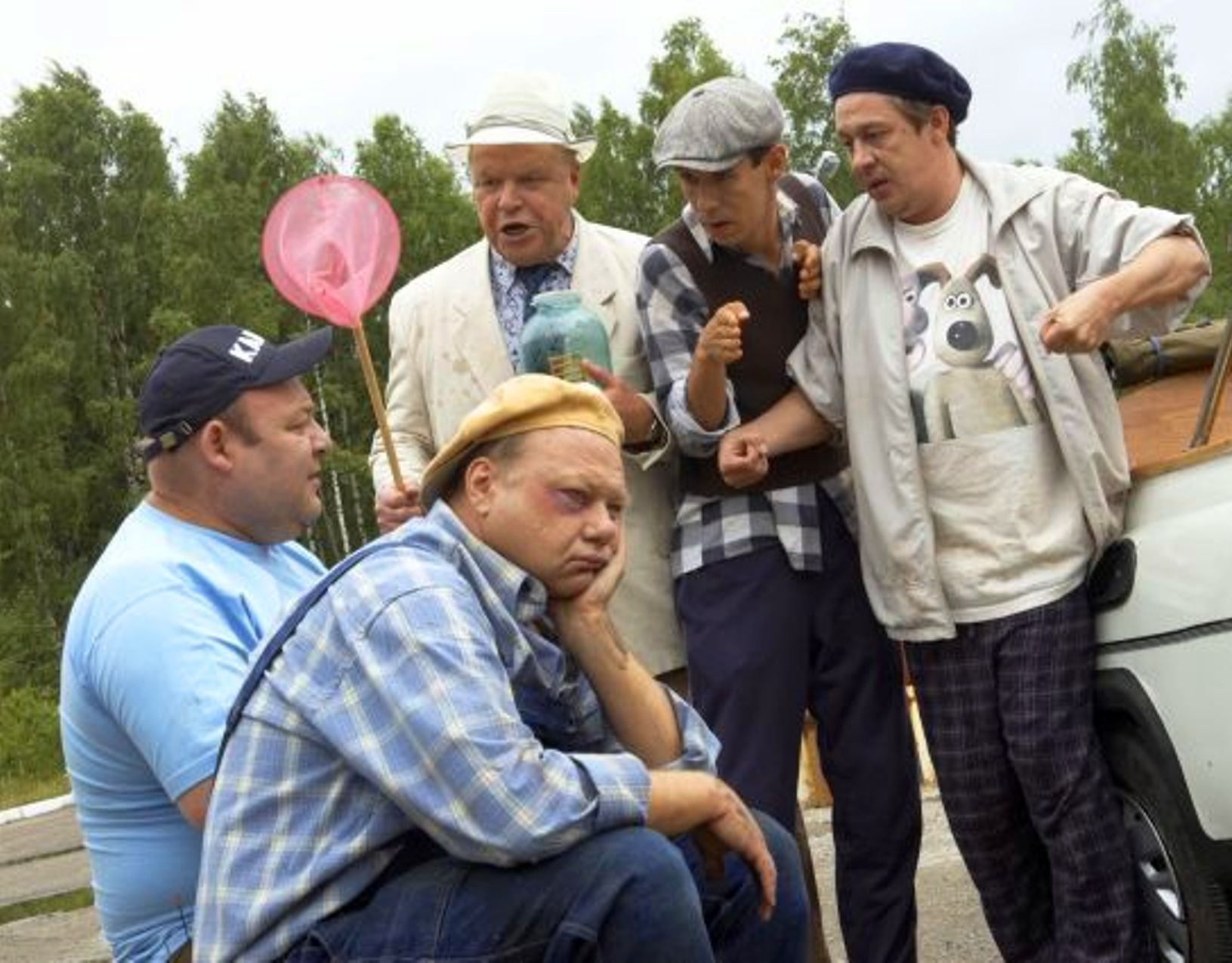
Михаил Ефремов (справа) на съёмках кинокомедии «Святое дело» (2006)

С марта 2006 по апрель 2014 года 56 раз приглашался в члены жюри Высшей лиги КВН.
В 2008 году удостоен премии «Золотой орёл» в номинации «Лучшая мужская роль в кино» за роль в фильме «12», а в 2009 году — специального приза жюри «Серебряная ладья» за «лучшее исполнение мужской роли» на проходившем в Выборге XVII кинофестивале «Окно в Европу» за роль в фильме «Кошечка».
С 30 ноября 2009 по 19 апреля 2010 года вместо Игоря Кваши вёл программу «Жди меня» на «Первом канале». С 26 апреля 2010 по 25 мая 2012 года они работали попеременно, а 30 августа 2012 года Игорь Кваша умер, и с 14 сентября 2012 по 27 июня 2014 года Ефремов был постоянным ведущим этой программы.
С января 2011 года по 5 марта 2012 года принимал участие в проекте «Гражданин поэт» на сайте «F5» и радиостанции «Эхо Москвы» (ранее на телеканале «Дождь»), где читал актуальные стихи «на злобу дня», написанные Дмитрием Быковым в манере известных поэтов и писателей.
12 марта 2013 года на телеканале «Дождь» совместно с Андреем Васильевым и Дмитрием Быковым запустил проект «Господин хороший». Суть проекта состоит в показе пяти роликов на актуальные новости недели с последующим их обсуждением в студии.
В 2020 году за совершение ДТП со смертельным исходом артист был приговорён к 7,5 годам лишения свободы, однако 24 марта 2025 года суд принял решение об условно-досрочном освобождении актёра. В октябре, на фоне ДТП, актёр уступил Юрию Стоянову главную роль в комедийном сериале «Вампиры средней полосы». В вышедшем в 2021 году фильме «Конёк-Горбунок», снятым задолго до ДТП, актёр сыграл антагониста «Царя»; картина показала хорошие кассовые сборы. Продюсер фильма и глава кинокомпании «СТВ» Сергей Сельянов отметил, что наверняка части зрителей присутствие Ефремова на экране неприятно, с другой стороны, царь в сказке плохой; играй Михаил положительного героя, диссонанс был бы очевидным.
В июне 2025 года режиссёр Никита Михалков подтвердил, что Михаил Ефремов будет работать в его театре «Мастерская „12“»

### Общественная позиция
В октябре 1993 года поддержал силовой разгон Верховного Совета России.
В марте 2014 года вместе с рядом других деятелей культуры выразил своё несогласие с политикой российской власти в Крыму. В июле 2015 года фамилия артиста была внесена Минкультом Украины в так называемый «белый список» деятелей культуры и искусства разных стран, которые поддержали территориальную целостность и суверенитет страны.
В июне 2020 года Ефремов через своего адвоката сделал заявление, в котором говорится следующее: «Я не имею отношения к оппозиции, не имею отношения к политике. Ничего не имею против личности Путина. Почему я должен плохо относиться к человеку, который нас кормит — нас, людей искусства, деятелей кино». Комментируя вопросы журналистов о своём участии в проекте «Гражданин поэт», артист заявил: «Я артист, клоун, а не оппозиционер. Это моя работа».
В апреле 2022 года адвокат Пётр Хархорин сообщил, что Ефремов якобы поддержал вторжение России на Украину.

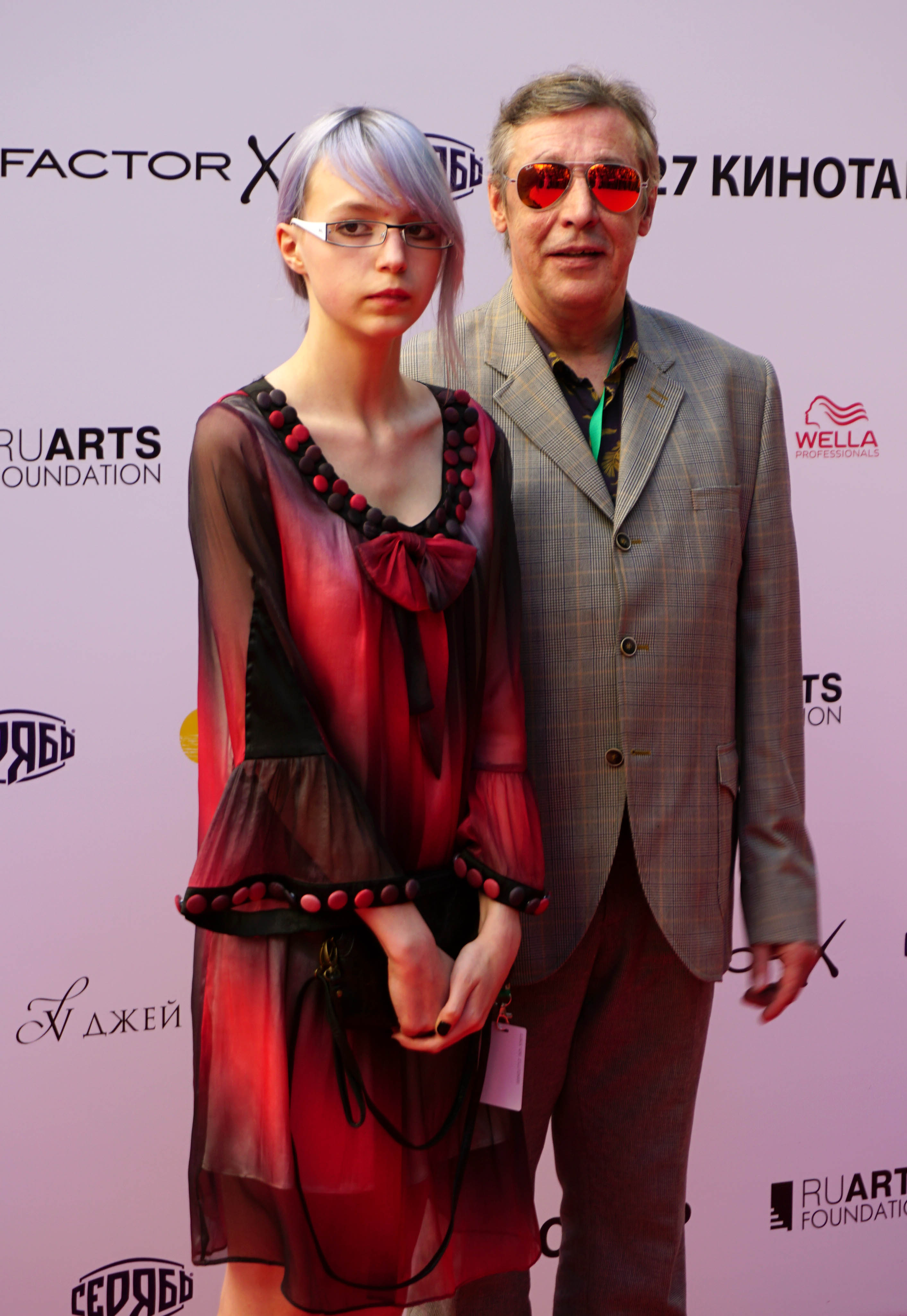
Михаил Ефремов с дочерью Анной-Марией на открытии «Кинотавра-2016» в Сочи

## Семья и личная жизнь
Прапрадед — Иван Яковлев (1848—1930), чувашский просветитель, православный миссионер, создатель нового чувашского алфавита и учебников.
Прадед — Алексей Некрасов (1874—1960), русский и советский зоолог, эмбриолог, историк науки.
Бабушка — Анна Некрасова (1913—2003), режиссёр Центрального детского театра, профессор Государственного института театрального искусства, народная артистка РСФСР (1990).
Дед — Борис Покровский (1912—2009), оперный режиссёр, народный артист СССР (1961).
Мать — Алла Покровская (1937—2019), народная артистка РСФСР (1985).
Отец — Олег Ефремов (1927—2000), режиссёр, актёр, народный артист СССР (1976), Герой Социалистического Труда (1987).
Михаил Ефремов женат. Официально он состоит в пятом браке. Отец шестерых детей (четырёх сыновей, один из которых транс-мужчина, и двух дочерей).
- Первая жена — Елена Гольянова (род. 20 августа 1964), актриса.
- Вторая жена — Ася Воробьёва, филолог, редактор. Выпускница филологического факультета МГУ. Занимала должность литературного редактора в Московском театре «Современник». Дочь историка литературы Роберта Бикмухаметова.
  - Сын — Никита Ефремов (род. 30 мая 1988), актёр московского театра «Современник».
- Третья жена — Евгения Добровольская (26 декабря 1964 — 10 января 2025), народная артистка РФ (2005). Поженились в 1990 году.
  - Сын — Николай Ефремов (род. 16 августа 1991)[20], актёр, играл в телесериале «Белая гвардия» и др.
    - Внучка — Алла Ефремова (род. 15 ноября 2019)[21][22], названа в память о прабабушке.
- Четвёртая жена — Ксения Качалина (род. 3 мая 1971), актриса.
  - Трансгендерный сын — Сергей[23] (Аэм Тиллмари)[24], транс-мужчина (род. 14 октября 2000 как Анна Мария)[25].
- Пятая жена — Софья Кругликова, звукорежиссёр. Выпускница 1996 года кафедры звукорежиссуры Российской академии музыки имени Гнесиных. С 2005 года преподаёт на кафедре музыкального факультета Института современного искусства в Москве, ведёт занятия по «Звукорежиссуре», «Слуховому анализу фонограмм»[26].
  - Дочь — Вера (род. 2005).
  - Дочь — Надежда (род. 2007).[источник не указан 1013 дней]
  - Сын — Борис (род. 2010).[27]

## Происшествия

### Появление на публике в нетрезвом виде
В марте 2018 года в ходе спектакля «Не становись чужим» в Самарском театре оперы и балета зрители выразили недовольство качеством выступления Ефремова: артист говорил невнятно и, по некоторым мнениям, был пьян. В ответ Ефремов остановил спектакль и вступил в перебранку с публикой, используя нецензурную лексику. Несмотря на то, что в сети появился видеоролик инцидента, друг и творческий союзник Ефремова Дмитрий Быков назвал всё происходящее «клеветой» и заявил, что против артиста развязана «травля».
Неоднократно артист появлялся в общественных местах в нетрезвом виде.

### ДТП со смертельным исходом и последствия
8 июня 2020 года московская полиция возбудила уголовное дело по части 2 статьи 264 УК РФ (нарушение правил дорожного движения в состоянии опьянения) в отношении Михаила Ефремова после дорожно-транспортного происшествия на Смоленской площади (Москва). 57-летний Сергей Владимирович Захаров — водитель легкового автофургона модели ВИС-2349 «Granta Фургон», в который врезался актёр, ехавший на Jeep Grand Cherokee, скончался рано утром 9 июня в НИИ скорой помощи имени Н. В. Склифосовского. После этого дело было переквалифицировано на 4 часть пункт «а» той же 264 статьи УК (совершение ДТП, повлёкшее смерть человека). Позже в крови Михаила Ефремова обнаружили следы алкоголя, марихуаны и кокаина.
Михаил Ефремов был задержан на месте происшествия и отправлен на медицинское освидетельствование на предмет наличия алкоголя в крови. Позднее экспертиза подтвердила, что он был пьян. После смерти пострадавшего водителя обвинение было переквалифицировано на более тяжкую часть статьи, предусматривающую наказание от 5 до 12 лет лишения свободы.
Изначально Ефремов был отпущен под подписку о невыезде, 9 июня был задержан на 48 часов по 91 статье. Утром 9 июня ему было предъявлено обвинение по пункту «а» части 4 статьи 264 УК РФ. Вечером 9 июня Таганский районный суд избрал меру пресечения — домашний арест до 9 августа. Ефремов признал свою вину в совершённом им ДТП.
В ходе следственных действий в московском баре Ulysses, в котором Михаил Ефремов находился в день аварии, выяснилось, согласно сообщению «РЕН ТВ», что записи с камер видеонаблюдения пропали.
22 июля уголовное дело направлено в суд. Ефремов отказался от признания своей вины за ДТП.
29 июля стало известно, что во время следствия актёр отказался давать показания. 5 августа Пресненский райсуд Москвы начал слушание дела по существу. 21 августа актёр отказался от услуг адвокатов Эльмана Пашаева и Елизаветы Шаргородской, однако спустя 3 дня он заключил с Пашаевым новое соглашение.
31 августа Михаил Ефремов заявил, что в день аварии с 12 часов был пьян, с 17—18 часов ничего не помнит и потому ошибочно признал свою вину. На этом основании он просит не приобщать его первоначальное признание вины к делу. Ефремов думает, что в момент аварии он, скорее всего, находился на пассажирском сиденье. Защита нашла трёх свидетелей, показавших, что Ефремов был в машине не один: Теван Бадасян, Андрей Гаев и Александр Кобец (последний, несмотря на проблемы со зрением (один глаз −3), заявил, что видел, как актёр находился на пассажирском сиденье). Ефремов сообщил, что он выпил бутылку водки, не помнит, откуда в организме у него наркотики, и ни в чём не виноват, однако спустя 3 дня, 3 сентября, на последнем заседании артист снова признал свою вину в смертельном ДТП.
8 сентября 2020 года суд признал Михаила Ефремова виновным в совершении преступления, предусмотренного пунктом «а» части 4 статьи 264 УК РФ, и назначил ему наказание в виде лишения свободы сроком на 8 лет с отбыванием наказания в исправительной колонии общего режима, со штрафом в размере 800 тысяч рублей в пользу потерпевшей стороны и лишением права управления транспортным средством на срок 3 года. Актёр был взят под стражу в зале суда, а затем помещён в СИЗО № 5 «Водник» управления ФСИН России по городу Москве.

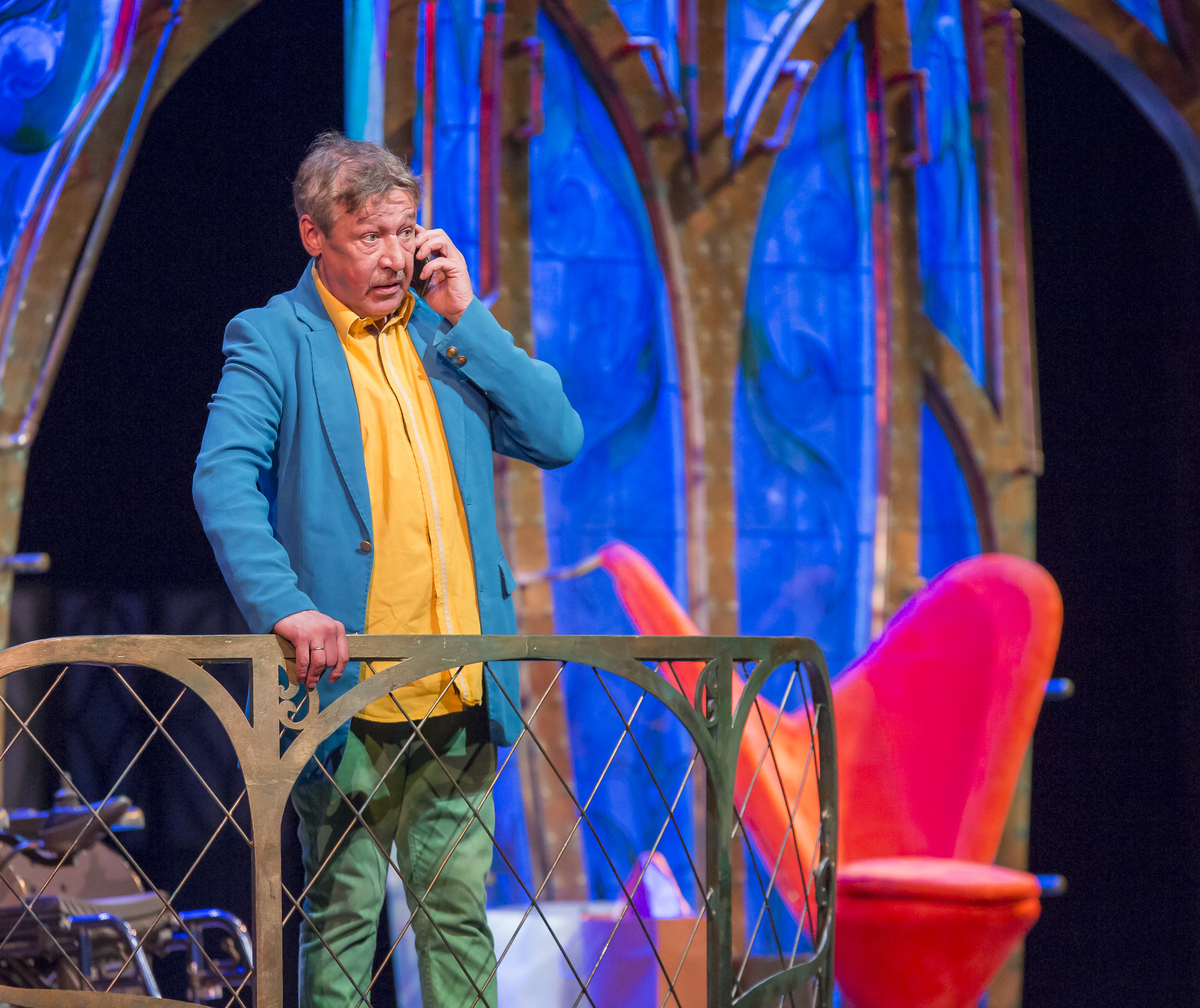
Михаил Ефремов в спектакле «Армагедон». Израиль. 2018

10 сентября Министерство юстиции России объявило о намерении лишить адвоката Эльмана Пашаева адвокатского статуса и возбудить дисциплинарное производство в отношении адвоката Александра Добровинского. 14 сентября Пашаев заявил, что больше не представляет интересы Ефремова.
Новый адвокат Михаила Ефремова, Владимир Васильев, попросил заменить наказание в виде восьми лет лишения свободы на четыре года условного срока.
6 октября трое потерпевших по делу Ефремова подали к нему гражданские иски (по одному миллиону рублей каждый).
15 октября адвокат Виталия Захарова (сына погибшего), Сергей Аверцев, сообщил о том, что его клиенту выплачено 800 тысяч рублей компенсации.
21 октября второй адвокат Ефремова, Роман Филиппов, перечислил на счета каждого из потерпевших по одному миллиону рублей.
22 октября Мосгорсуд изменил приговор по делу Михаила Ефремова. Вместо 8 лет суд определил ему срок лишения свободы в 7 лет 6 месяцев с отбыванием наказания в исправительной колонии общего режима. В этот же день Ефремов отказался от услуг адвоката Андрея Алёшкина.
6 ноября Ефремов был этапирован из московского следственного изолятора № 5 «Водник» в исправительную колонию № 4 УФСИН России по Белгородской области, которая расположена в городе Алексеевка.
В конце ноября 2020 года стало известно о том, что родственники погибшего в ДТП водителя-курьера отказались от иска в 3,1 миллиона рублей, так как Ефремов погасил перед ними все долги.
8 февраля 2021 года Михаил Ефремов подал кассационную жалобу на приговор, обосновав её тем, что пострадавший якобы не был пристёгнут ремнём безопасности, а также состоянием своего здоровья.
В январе 2023 года Ефремов подал в суд ходатайство о замене наказания в виде лишения свободы принудительными работами, однако в феврале попросил прекратить её рассмотрение.
В связи с происшествием Михаил Ефремов сообщил о завершении своей актёрской карьеры. Однако, в 2021 году в тюремном кружке Ефремов, вместе с осуждённым Михаилом Зеленским написал сценарий, и принял участие в озвучивании короткометражного фильма «Евангелие от Фёдора»; роль Сони Мармеладовой исполнила дочь актёра Вера. Ролик победил в номинации «Лучший монтаж» на Всероссийском конкурсе видеороликов среди осуждённых «Преступление и наказание», посвящённом 200-летию со дня рождения писателя Фёдора Достоевского. В 2024 году Михаил отметил, что скучает по актёрской профессии и хочет жить по-другому.
24 марта 2025 года Алексеевский районный суд Белгородской области удовлетворил прошение Ефремова об УДО, без него срок истекал только в 2027 году. При этом Михаилу запретили водить автотранспорт и менять место жительства без предупреждения до конца назначенного срока, а также он обязан раз в месяц отмечаться по месту проживания. Адвокат осуждённого Юрий Падалко сообщил, что Ефремов фактически выйдет из колонии не ранее, чем через 15 дней.
9 апреля 2025 года Михаил Ефремов вышел на свободу.
В июне 2025 года был принят в труппу театра Никиты Михалкова "Мастерская «12»".

## Творчество

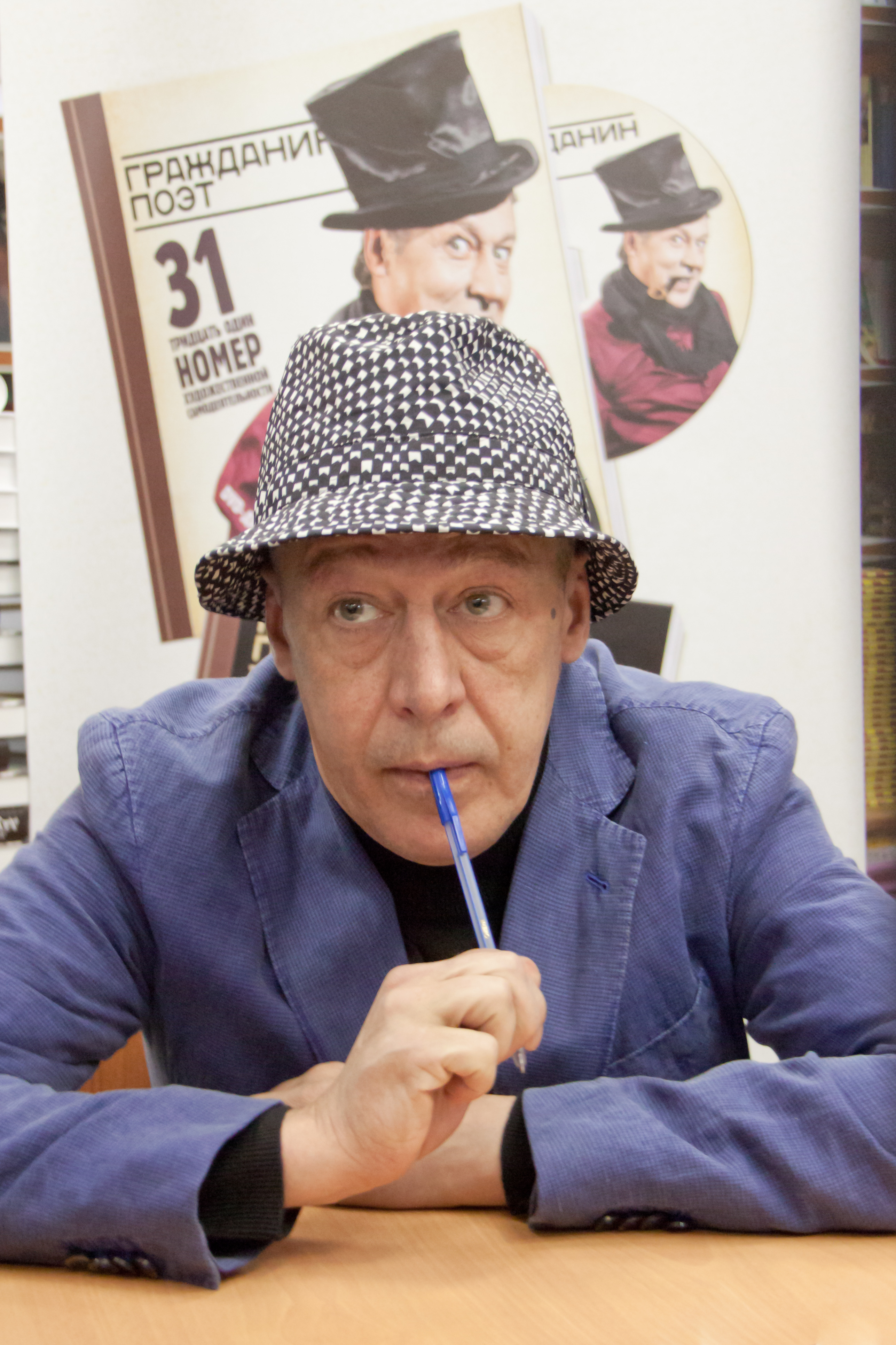
Проект «Гражданин поэт», 2012 год

### Роли в театре

#### МХТ имени А. П. Чехова
- 1976 — «Уходя, оглянись!»
- 1979 — «Утиная охота»
- 1991 — «Последняя ночь Отто Вейнингера»
- 1991 — «Чайка» (по пьесе «Чайка» Антона Чехова) — Константин Гаврилович Треплев
- 1992 — «Амадей» — Вольфганг Амадей Моцарт
- 1992 — «Горе от ума» (по пьесе «Горе от ума» Александра Грибоедова) — Александр Андреевич Чацкий
- 1992 — «Урок жёнам» (режиссёр — М. Ефремов)
- 1993 — «Игры женщин» (Кшиштофа Занусси и Эдварда Жебровского; режиссёр — Кшиштоф Занусси)
- 1994 — «Борис Годунов»
- 1994 — «Урок мужьям» (режиссёр — М. Ефремов)

#### Театр-студия «Современник-2»
- 1987 — «Пощёчина» (по мотивам романа Юрия Олеши «Зависть»; режиссёр — М. Ефремов) — Николай Кавалеров, поэт и мечтатель (главная роль)
- 1988 — «Седьмой подвиг Геракла» (по пьесе «Седьмой подвиг Геракла» Михаила Рощина; постановщик — М. Ефремов)
- 1988 — «Тень» (по мотивам пьесы «Тень» Евгения Шварца; постановщик — М. Ефремов) — Христиан-Теодор, учёный (главная роль)

#### «Современник»
- 1989 — «Привидения»
- 2008 — «Три сестры» (по мотивам пьесы «Три сестры» Антона Чехова; режиссёр — Галина Волчек) — Василий Васильевич Солёный
- 2008 — «Шарманка» (автор — Андрей Платонов; режиссёр — Михаил Ефремов) — Щоев
- 2012 — «Анархия» (по пьесе «Анархия» Майка Пэкера; режиссёр — Гарик Сукачёв) — Билли Выкидыш
- 2017 — «Амстердам» (автор — Александр Галин; режиссёр — Сергей Газаров) — Скворцов
- 2018 — «Не становись чужим» (по пьесе «Возвращение домой» Гарольда Пинтера; режиссёр — Сергей Газаров) — Макс

#### «Школа современной пьесы»
- 1994 — «Без зеркал» (по пьесе «Без зеркал» Николая Климонтовича; режиссёр — Иосиф Райхельгауз)

#### Театр Антона Чехова
- 1995 — «Подземка»

#### Антреприза
- «Люди-мыши» Джона Стейнбека; режиссёр — Михаил Горевой (продюсерская компания «Аметист»)
- «Маленькие аферы большого города» Дарио Фо; режиссёр — Алексей Кирющенко
- «Чапаев и Пустота» (по роману «Чапаев и Пустота» Виктора Пелевина; режиссёр — Павел Урсул) — Василий Чапаев
- «Покровские ворота» Леонида Зорина (Театр имени М. Н. Ермоловой; художественный руководитель — Олег Меньшиков) — Аркадий Варламович Велюров

### Режиссёрские работы в театре
- 1996 — «Злодейка, или Крик дельфина» И. Охлобыстина (МХАТ, совместно с Гариком Сукачёвым)
- 1998 — «Максимилиан Столпник» И. Охлобыстина (МХАТ)
- 2008 — «Шарманка» А. Платонова («Современник»)
- 2019 — «Дюма» И. Охлобыстина («Современник»)

### Работа на телевидении
- 2009—2014 — «Жди меня» — ведущий с 30 ноября 2009 года по 12 сентября 2014 года программы «Первого канала» по поиску пропавших людей[104].
- 2011—2012 — «Гражданин поэт» — телевизионный проект телеканала «Дождь» совместно с Дмитрием Быковым.
- 2013 — «Господин хороший» — телевизионный проект телеканала «Дождь» авторов «Гражданина поэта».
- 2013 — «„Оттепель“ в стихах» — специальный телевизионный проект «Первого канала», созданный в поддержку телесериала «Оттепель» — читает стихотворение Геннадия Шпаликова «По несчастью или к счастью, истина проста…»[105].

### Актёрские работы в кино
| Год       |     | Название                                             | Роль                                                                  |
| --------- | --- | ---------------------------------------------------- | --------------------------------------------------------------------- |
| 1976      | ф   | Дни хирурга Мишкина                                  | Саша Мишкин, пионер                                                   |
| 1978      | ф   | Когда я стану великаном                              | Петя Копейкин                                                         |
| 1978      | ф   | Дом у кольцевой дороги                               | Коля                                                                  |
| 1981      | ф   | Всё наоборот                                         | Андрей Лоскутов                                                       |
| 1987      | ф   | Шантажист                                            | Михаил Рубцов                                                         |
| 1987      | ф   | И снова Крижевский                                   | Костя Крижевский, токарь второго разряда                              |
| 1988      | ф   | Благородный разбойник Владимир Дубровский            | Владимир Андреевич Дубровский                                         |
| 1991      | ф   | Виват, гардемарины!                                  | наследник престола Пётр Фёдорович                                     |
| 1991      | ф   | Люк                                                  | Люк                                                                   |
| 1992      | ф   | Мужской зигзаг                                       | Саша Батюшкин                                                         |
| 1993      | ф   | Игры женщин                                          | Йозеф Бергер                                                          |
| 1996      | ф   | Кризис среднего возраста                             | Тимоха Ягин, друг Влада                                               |
| 1996—1997 | с   | Королева Марго                                       | король Карл IX                                                        |
| 1997      | ф   | Марцефаль                                            | диджей                                                                |
| 1998      | мтф | Чехов и Ко (новелла «Дорогая собака»)                | Кнапс, вольноопределяющийся                                           |
| 1999      | с   | Д. Д. Д. Досье детектива Дубровского                 | Соплыгин, директор музея В. А. Иринархова                             |
| 2000      | с   | Каменская (серия «Игра на чужом поле»)               | Николай Алфёров                                                       |
| 2000      | ф   | Романовы. Венценосная семья                          | Керенский                                                             |
| 2000      | с   | Граница. Таёжный роман                               | Алексей Жгут, старший лейтенант                                       |
| 2000      | ф   | Спасатели. Затмение                                  | Илья                                                                  |
| 2001      | ф   | Праздник                                             | Дзюба                                                                 |
| 2001      | кор | Гипноз                                               | водитель                                                              |
| 2002      | ф   | В движении                                           | Вован                                                                 |
| 2002      | ф   | Джокеръ                                              | Михаил Васильевич Кречинский                                          |
| 2002      | ф   | Антикиллер                                           | Михаил Олегович Хондачёв, банкир                                      |
| 2003      | ф   | Антикиллер 2: Антитеррор                             | Михаил Олегович Хондачёв, банкир                                      |
| 2003      | ф   | Небо. Самолёт. Девушка                               | Алексей, командир корабля                                             |
| 2003      | с   | Убойная сила 5                                       | Пахомов                                                               |
| 2003      | ф   | Супертёща для неудачника                             | Сергей                                                                |
| 2003      | с   | Участок                                              | Корытников                                                            |
| 2004      | ф   | Слушатель                                            | Кулёма                                                                |
| 2004      | ф   | Француз                                              | Карпенко, полковник милиции                                           |
| 2004      | ф   | Русское                                              | отец Эда                                                              |
| 2004      | ф   | Начало пути                                          | комендант концлагеря                                                  |
| 2004      | с   | Диверсант                                            | Костенецкий                                                           |
| 2004      | с   | Московская сага                                      | парторг Медицинского института                                        |
| 2005      | с   | КГБ в смокинге                                       | главный редактор газеты                                               |
| 2005      | ф   | 9 рота                                               | дембель-сверхсрочник, старшина                                        |
| 2005      | ф   | Дунечка                                              | Борис Александрович, режиссёр театра                                  |
| 2005      | ф   | Люби меня                                            | Антон, начальник Киры Сергеевны                                       |
| 2005      | с   | Охота на изюбря                                      | Геннадий Игоревич Серов                                               |
| 2005      | с   | Лебединый рай                                        | Дима                                                                  |
| 2005      | ф   | Статский советник                                    | Евстратий Павлович Мыльников, начальник филёров                       |
| 2005      | ф   | Женская интуиция 2                                   | Миша                                                                  |
| 2005      | ф   | Греческие каникулы                                   | отец Ипполита                                                         |
| 2005      | ф   | Мама не горюй 2                                      | Моня, московский политтехнолог                                        |
| 2006      | ф   | Жесть                                                | маньяк (добрый мужчина)                                               |
| 2005      | с   | Золотой телёнок (4, 6 серии)                         | Васисуалий Лоханкин                                                   |
| 2006      | ф   | Охота на пиранью                                     | Дорохов, начальник УВД                                                |
| 2006      | ф   | Заяц над бездной                                     | Блында, полковник                                                     |
| 2006      | с   | Солдаты 7                                            | капитан Стомаросов                                                    |
| 2006      | с   | Девять неизвестных                                   | судебный пристав                                                      |
| 2006      | с   | Офицеры                                              | Семён Иванович Петренко, подполковник                                 |
| 2006      | с   | Три полуграции                                       | Слава, любовник Сони                                                  |
| 2006      | ф   | Точка                                                | Эдик                                                                  |
| 2006      | ф   | Первый cкорый                                        | Фёдор Петрович Ермаков («Косой»)                                      |
| 2006      | ф   | Никто не знает про секс                              | отец Кеши                                                             |
| 2006      | ф   | Сдвиг                                                | Тюбетейка                                                             |
| 2006      | ф   | Грозовые ворота                                      | капитан Георгий Ланевский, командир взвода БМД                        |
| 2006      | ф   | Парк советского периода                              | товарищ Роберт                                                        |
| 2007      | ф   | 12                                                   | 8-й присяжный                                                         |
| 2007      | ф   | Возвращается муж из командировки                     | Павел Загорский                                                       |
| 2007      | с   | Ленинград                                            | Омельченко                                                            |
| 2007      | ф   | Трое и Снежинка                                      | тракторист                                                            |
| 2007      | ф   | Артистка                                             | Гусятников                                                            |
| 2007      | ф   | Вилла раздора, или Танец солнечного затмения         | Алик                                                                  |
| 2007      | ф   | Возвращается муж из командировки                     | Павел Загорский                                                       |
| 2007      | ф   | День выборов                                         | отец Иннокентий                                                       |
| 2007      | с   | Диверсант 2: Конец войны                             | Костенецкий                                                           |
| 2007      | ф   | Ирония судьбы. Продолжение                           | Дед Мороз                                                             |
| 2007      | ф   | Клуб 69                                              | босс                                                                  |
| 2007      | ф   | Контракт на любовь                                   | режиссёр рекламных роликов                                            |
| 2007      | ф   | Месть                                                | Геннадий Иванович Фадеев, опер                                        |
| 2007      | ф   | Параграф 78                                          | начальник тюрьмы                                                      |
| 2007      | ф   | Первый дома                                          | Фёдор Петрович Ермаков («Косой»)                                      |
| 2007      | ф   | Святое дело                                          | принудительнолечащийся                                                |
| 2007      | ф   | Семейка Ады                                          | Пётр Погодин / Иван Погодин                                           |
| 2007      | ф   | Царапина                                             | Василий, бывший афганец-десантник                                     |
| 2008      | ф   | Воротилы                                             | Куваев                                                                |
| 2008      | ф   | Индиго                                               | отец Каляева                                                          |
| 2008      | ф   | Пятница. 12                                          | милиционер                                                            |
| 2008      | с   | Тяжёлый песок                                        | Сергей Терещенко, адвокат                                             |
| 2008—2009 | с   | Обручальное кольцо                                   | Пётр                                                                  |
| 2008      | ф   | Дом Солнца                                           | профессор Немчинов                                                    |
| 2008      | ф   | Самый лучший фильм 2                                 | папа Моряка                                                           |
| 2009      | мтф | Охота на Вервольфа                                   | Адольф Гитлер                                                         |
| 2009      | ф   | Книга мастеров                                       | 34-й богатырь                                                         |
| 2009      | с   | Аптекарь                                             | Каштанов                                                              |
| 2009      | ф   | Розы для Эльзы                                       | главный рейдер                                                        |
| 2009      | ф   | Приказано уничтожить! Операция: «Китайская шкатулка» | майор МГБ Бабушкин \ Гаммадион                                        |
| 2009      | ф   | Контракт на любовь                                   | режиссёр                                                              |
| 2009      | ф   | Какраки                                              | Михал Михалыч                                                         |
| 2009      | ф   | Антикиллер Д. К.                                     | Михаил Олегович Хондачёв                                              |
| 2009      | ф   | Чёрная молния                                        | алкаш в цветной шапочке                                               |
| 2009      | ф   | Белый песок                                          | капитан баржи                                                         |
| 2009      | ф   | Кошечка (новелла «Бешеная балерина»)                 | Варечка                                                               |
| 2009      | ф   | Глубина                                              | Дмитрий Дибенко (фильм не завершён)                                   |
| 2010      | ф   | Одноклассники                                        | скульптор-бомж Геша                                                   |
| 2010      | ф   | Любовь в большом городе 2                            | Валерий Борисович                                                     |
| 2010      | с   | Гаражи                                               | следователь Михаил Олегович Щукин                                     |
| 2010      | ф   | Олимпийская деревня                                  | Сенька                                                                |
| 2010      | с   | Классные мужики                                      | мэр Горска                                                            |
| 2010      | с   | Робинзон                                             | Лёвкин                                                                |
| 2010      | ф   | Зайцев, жги! История шоумена                         | Валёк                                                                 |
| 2011      | ф   | Самый лучший фильм 3-ДЭ                              | учитель труда дядя Миша                                               |
| 2011      | ф   | Generation П                                         | Леонид (Легион) Азадовский                                            |
| 2011      | с   | Случайный свидетель                                  | Аркадий Царьков                                                       |
| 2011      | с   | Фурцева                                              | Олег Ефремов                                                          |
| 2011      | ф   | Три дня с придурком                                  | Борис, муж Софии                                                      |
| 2011      | ф   | О чём ещё говорят мужчины                            | священник                                                             |
| 2011      | ф   | Я желаю тебе себя                                    | Александр Сергеевич, завхоз-стихотворец                               |
| 2011      | ф   | Криминальные обстоятельства                          | Жека, бандит                                                          |
| 2011      | ф   | 22 июня. Роковые решения                             | рассказчик                                                            |
| 2012      | ф   | Ржевский против Наполеона                            | Лев Толстой                                                           |
| 2012      | с   | МУР. Третий фронт                                    | начальник ОББ, майор Иван Платонович Данилов                          |
| 2012      | ф   | Духless                                              | Кондратов                                                             |
| 2012      | ф   | Джунгли                                              | Вадим Вадимович                                                       |
| 2012      | ф   | Глаз Божий                                           | Алексей                                                               |
| 2012      | ф   | Гражданин поэт. Прогон года                          | «Гражданин»                                                           |
| 2012      | ф   | Гарегин Нжде                                         | Петко Христов                                                         |
| 2012      | с   | Наружное наблюдение                                  | полковник Сергей Романович Додин                                      |
| 2013      | с   | Департамент                                          | Оленев, генерал-майор полиции, начальник ГУСБ МВД России              |
| 2013      | ф   | Zомби каникулы 3D                                    | Дудиков                                                               |
| 2013      | ф   | Не бойся, я с тобой! 1919                            | полицмейстер                                                          |
| 2013      | с   | Оттепель                                             | Фёдор Андреевич Кривицкий, кинорежиссёр                               |
| 2013      | ф   | Тётушки                                              | продавец мандаринов                                                   |
| 2014      | ф   | Инородное тело / Obce ciało                          | адвокат                                                               |
| 2014      | ф   | Кавказская пленница!                                 | администратор гостиницы                                               |
| 2014      | ф   | На дне                                               | Сверчков-Задонский                                                    |
| 2014      | ф   | Контуженый                                           | Антон Павлович Торопоркин, директор музея, краевед                    |
| 2014      | ф   | Бесславные придурки                                  | ветеринар                                                             |
| 2014      | с   | Новая жена                                           | Саша                                                                  |
| 2015      | ф   | Душа шпиона                                          | эпизодическая роль                                                    |
| 2015      | ф   | Москва никогда не спит                               | Владимир                                                              |
| 2015      | ф   | Про любовь                                           | жених                                                                 |
| 2016      | с   | Следователь Тихонов                                  | Станислав Тихонов                                                     |
| 2016      | ф   | День выборов 2                                       | отец Иннокентий                                                       |
| 2016      | ф   | Прорубь                                              | олигарх                                                               |
| 2016      | ф   | Хороший мальчик                                      | Владимир Дронов, директор школы                                       |
| 2016      | ф   | Любовь и Сакс                                        | психотерапевт                                                         |
| 2016      | ф   | ВМаяковский                                          | Давид Бурлюк                                                          |
| 2016      | мтф | Пьяная фирма                                         | Григорий Штучный                                                      |
| 2016      | с   | Гражданин Никто                                      | врач-психотерапевт Игорь Константинович Осадчий / «Бумажный Убийца»   |
| 2017      | ф   | Блокбастер                                           | Пастернак                                                             |
| 2018      | с   | Ералаш (выпуск № 344, сюжет «Кефирыч»)               | Кефирыч                                                               |
| 2018      | с   | Команда Б                                            | генерал Фёдор Романович Брусницын, руководитель космической программы |
| 2018      | ф   | На Париж                                             | подполковник                                                          |
| 2018      | с   | Берёзка                                              | Геннадий Маньков, директор «Берёзки»                                  |
| 2018      | ф   | Русский Бес                                          | друг Святослава                                                       |
| 2019      | ф   | Француз                                              | Владимир Ефтихианович Успенский, отец Валерия Успенского              |
| 2020      | кор | Ищу козла                                            | дрессировщик в цирке Вернадского (озвучка)                            |
| 2020      | ф   | Гроза                                                | Иван Кабанов                                                          |
| 2020      | ф   | Вратарь Галактики                                    | Василий                                                               |
| 2020      | ф   | Картонная пристань                                   | Мерзляков, участковый                                                 |
| 2020      | кор | Процесс                                              | адвокат                                                               |
| 2020      | ф   | Мёртвые души                                         | фото Александра Петровича Коробочки, бывшего мэра Бугорска            |
| 2021      | с   | Полёт                                                | Игорь Александрович Жабенко                                           |
| 2021      | кор | Сексоголики                                          | Виктор                                                                |
| 2021      | ф   | Конёк-Горбунок                                       | царь (озвучивал Сергей Бурунов)                                       |
| 2021      | кор | Женская общага                                       | дядя Миша                                                             |
| 2021      | кор | Евангелие от Фёдора                                  | читает текст                                                          |
| 2022      | ф   | Тайна                                                | Серый                                                                 |

#### Музыкальные клипы
- 2000 — «Полюби меня» («Неприкасаемые»)
- 2003 — «Граница» (Леонид Агутин и «Отпетые мошенники»)
- 2010 — «Птица» (DJ Smash)
- 2011 — «УГ» (Вася Обломов), «Детское сердце» (Сергей Галанин)
- 2012 — «Сочиняй мечты» («Каста»)

### Озвучивание
| Год  |     | Название                             | Роль                                              |
| ---- | --- | ------------------------------------ | ------------------------------------------------- |
| 2008 | мф  | Про Федота-стрельца, удалого молодца | бестелесный голос (он же «То-Чаво-Не-Может-Быть») |
| 2013 | док | ИЛЬФИПЕТРОВ                          | Валентин Катаев                                   |
| 2014 | ф   | Скорый «Москва — Россия»             | текст от автора                                   |
| 2017 | мф  | Гурвинек: Волшебная игра             | Спейбл                                            |
| 2018 | мф  | Садко                                | Хромой, предводитель пиратов                      |
| 2021 | кор | Евангелие от Фёдора                  | Закадровый голос                                  |

### Дубляж
| Год  |   | Название      | Роль                     |
| ---- | - | ------------- | ------------------------ |
| 2016 | ф | Девять жизней | Том Брэнд (Кевин Спейси) |

### Сценарист
| Год  |     | Название                            | Роль           |
| ---- | --- | ----------------------------------- | -------------- |
| 2009 | ф   | Антикиллер Д. К.: Любовь без памяти | Автор сценария |
| 2021 | кор | Евангелие от Фёдора                 | Автор сценария |

## Награды и звания

### Государственные награды
- Заслуженный артист Российской Федерации (1995) — за заслуги в области искусства[110].
- Государственная премия Российской Федерации (2001) — в области киноискусства, за телевизионный многосерийный художественный фильм «Граница. Таёжный роман»[111].

### Другие награды, поощрения и общественное признание
- Приз «Лучшая эпизодическая роль» на кинофестивале «Бригантина» за фильм «Праздник» (2001).
- «Ника» (2002) — за лучшую мужскую роль второго плана в телесериале «Граница. Таёжный роман».
- Международный телекинофорум «Вместе» (2004) — Приз «Лучший актёр» (за роль в телефильме «Супертёща для неудачника»)[112].
- «Золотой орёл» (2008) — за лучшую мужскую роль в кино (за роль присяжного заседателя в фильме «12»).
- «Ника» (2016) — за лучшую мужскую роль второго плана в фильме «Про любовь».
- «ТЭФИ» (2017) — в номинации «Лучший актёр телевизионного фильма / сериала» за роль в ситкоме «Пьяная фирма».
- «Ника» (2021) — номинация за лучшую мужскую роль второго плана в фильме «Француз».